# Quinn Gleason
| jaar | rang enkelspel | rang dubbelspel |
| ---- | -------------- | --------------- |
| 2016 | 1113           | 746             |
| 2017 | 462            | 266             |
| 2018 | 445            | 230             |
| 2019 | 378            | 152             |
| 2020 | 394            | 160             |
| 2021 | 446            | 136             |
| 2022 | 772            | 361             |
| 2023 | 654            | 103             |
| 2024 | –              | 86              |

Quinn Gleason (Rochester, 10 november 1994) is een tennisspeelster uit de Verenigde Staten van Amerika. Zij begon op zevenjarige leeftijd met het spelen van tennis. Zij speelt rechtshandig en heeft een tweehandige backhand. Zij is actief in het internationale tennis sinds 2011.

## Loopbaan
Gleason debuteerde in 2011 op het ITF-toernooi van Buffalo (VS), zowel in het enkelspel als (samen met landgenote Margarita Kotok) ook in het dubbelspel
Gleason studeerde tot en met 2016 aan de Universiteit van Notre Dame, waar zij deelnam aan het college-tennis.
In april 2017 won Gleason haar eerste ITF-titel op het dubbelspeltoernooi van Indian Harbour Beach (VS), samen met landgenote Kristie Ahn.
In april 2019 won zij haar negende ITF-dubbelspeltitel in Palm Harbor (VS), samen met landgenote Ingrid Neel – daarmee kwam zij binnen op de top 150 van de wereldranglijst in het dubbelspel.
Tot op heden(juli 2025) won zij één ITF-titel in het enkelspel en vijftien in het dubbelspel, de meest recente in 2024 in Charlottesville (VS).
In juni 2021 had Gleason haar grandslamdebuut op het het dubbelspeltoernooi van Wimbledon, waar zij samen met landgenote Emina Bektas als alternate aan de hoofdtabel kon deelnemen.
In november 2022 stond Gleason voor het eerst in een WTA-finale, op het dubbelspel van het toernooi van Montevideo, samen met Française Elixane Lechemia – zij verloren van het Braziliaanse koppel Ingrid Gamarra Martins en Luisa Stefani. Met dezelfde partner bereikte Gleason in 2023 de dubbelspelfinale van het WTA-toernooi van Praag – daar werden zij geklopt door Nao Hibino en Oksana Kalasjnikova. In september veroverde Gleason haar eerste WTA-titel, op het toernooi van Ljubljana, samen met Amina Ansjba, door het koppel Freya Christie en Yuliana Lizarazo te verslaan. Later in die maand haakte zij nipt aan bij de mondiale top 100 van het dubbelspel.
In september 2024 won Gleason haar tweede dubbelspeltitel op het WTA-toernooi van Montreux, geflankeerd door de Braziliaanse Ingrid Gamarra Martins. In november volgde de derde in Mérida, met de Braziliaanse terug aan haar zijde.
In juni 2025 won zij haar vierde dubbelspeltitel op het WTA 125-toernooi van Grado en in juli de vijfde in Contrexéville, beide met de zelfde partner. Op Wimbledon won zij met de Braziliaanse haar eerste grandslampartij.

## Resultaten grandslamtoernooien
| Legenda | Legenda                          |
| ------- | -------------------------------- |
| g.t.    | geen toernooi gehouden           |
| l.c.    | lagere categorie                 |
| –       | niet deelgenomen                 |
| G       | uitgeschakeld in de groepsfase   |
| 1R      | uitgeschakeld in de eerste ronde |
| 2R      | uitgeschakeld in de tweede ronde |
| 3R      | uitgeschakeld in de derde ronde  |
| 4R      | uitgeschakeld in de vierde ronde |
| KF      | uitgeschakeld in de kwartfinale  |
| HF      | uitgeschakeld in de halve finale |
| F       | de finale verloren               |
| W       | het toernooi gewonnen            |
| w-v     | winst/verlies-balans             |

### Enkelspel
geen deelname

### Vrouwendubbelspel
| Australian Open | –  | –  | 1R |
| Roland Garros   | –  | –  | 1R |
| Wimbledon       | 1R | –  | 2R |
| US Open         | –  | 1R |    |

## Palmares
| Legenda                 |
| ----------------------- |
| Grandslamtoernooi       |
| Olympische Spelen       |
| Year-End Championships  |
| Premier Mandatory       |
| Premier Five / WTA 1000 |
| Premier / WTA 500       |
| International / WTA 250 |
| Challenger / WTA 125    |

### WTA-finaleplaatsen enkelspel
geen

### WTA-finaleplaatsen vrouwendubbelspel
| nr.              | finale     | toernooi          | ondergrond | partner                | tegenstandsters                      | score            |         |
| ---------------- | ---------- | ----------------- | ---------- | ---------------------- | ------------------------------------ | ---------------- | ------- |
| gewonnen finales |            |                   |            |                        |                                      |                  |         |
| 1.               | 2023-09-16 | WTA Ljubljana     | gravel     | Amina Ansjba           | Freya Christie Yuliana Lizarazo      | 6-3, 6-4         | details |
| 2.               | 2024-09-08 | WTA Montreux      | gravel     | Ingrid Gamarra Martins | María Lourdes Carlé Simona Waltert   | 6-3, 4-6, [10-7] | details |
| 3.               | 2024-11-03 | WTA Mérida        | hardcourt  | Ingrid Gamarra Martins | Magali Kempen Lara Salden            | 6-4, 6-4         | details |
| 4.               | 2025-06-15 | WTA Grado         | gravel     | Ingrid Gamarra Martins | Veronika Erjavec Dominika Šalková    | 6-2, 5-7, [10-5] | details |
| 5.               | 2025-07-13 | WTA Contrexéville | gravel     | Ingrid Gamarra Martins | Emily Appleton Isabelle Haverlag     | 6-1, 7-6         | details |
| verloren finales |            |                   |            |                        |                                      |                  |         |
| 1.               | 2022-11-26 | WTA Montevideo    | gravel     | Elixane Lechemia       | Ingrid Gamarra Martins Luisa Stefani | 5-7, 7-6, [6-10] | details |
| 2.               | 2023-08-07 | WTA Praag         | hardcourt  | Elixane Lechemia       | Nao Hibino Oksana Kalasjnikova       | 7-6, 5-7, [3-10] | details |
| 3.               | 2024-08-17 | WTA Barranquilla  | hardcourt  | Ingrid Gamarra Martins | Jessica Failla Hiroko Kuwata         | 6-4, 6-7, [7-10] | details |
| 4.               | 2025-06-07 | WTA Bari          | gravel     | Ingrid Gamarra Martins | Maria Kozyreva Iryna Sjymanovitsj    | 6-3, 4-6, [7-10] | details |